# Canton de l'Oisans-Romanche
Le canton de l'Oisans-Romanche est une circonscription électorale française du département de l'Isère.

## Histoire
Un nouveau découpage territorial de l'Isère entre en vigueur à l'occasion des élections départementales de 2015. Il est défini par le décret du 18 février 2014, en application des lois du 17 mai 2013 (loi organique 2013-402 et loi 2013-403). Les conseillers départementaux sont, à compter de ces élections, élus au scrutin majoritaire binominal mixte. Les électeurs de chaque canton élisent au Conseil départemental, nouvelle appellation du Conseil général, deux membres de sexe différent, qui se présentent en binôme de candidats. Les conseillers départementaux sont élus pour 6 ans au scrutin binominal majoritaire à deux tours, l'accès au second tour nécessitant 12,5 % des inscrits au 1er tour. En outre la totalité des conseillers départementaux est renouvelée. Ce nouveau mode de scrutin nécessite un redécoupage des cantons dont le nombre est divisé par deux avec arrondi à l'unité impaire supérieure si ce nombre n'est pas entier impair, assorti de conditions de seuils minimaux. Dans l'Isère, le nombre de cantons passe ainsi de 58 à 29.
Le canton de l'Oisans-Romanche est formé de communes des anciens cantons du Bourg-d'Oisans (20 communes), de Saint-Ismier (1 commune), de Vizille (8 communes), de Valbonnais (1 commune) et de Domène (1 commune). Le canton est entièrement inclus dans l'arrondissement de Grenoble. Le bureau centralisateur est situé à Vizille.

## Représentation
| Période élective | Période élective | Mandat | Mandat   | Identité           | Nuance | Nuance | Qualité |
| ---------------- | ---------------- | ------ | -------- | ------------------ | ------ | ------ | --- |
| 2015             | 2021             | 2015   | 2021     | Laure Quignard     |        | PS     | Consultante indépendante en Ingénierie de Formation et Ressources Humaines Adjointe au maire de Saint-Martin-d’Uriage (2008-2020)                                                                  |
| 2015             | 2021             | 2015   | 2021     | Gilles Strappazzon |        | PS     | Ancien salarié de l’industrie Maire de Saint-Barthélemy-de-Séchilienne depuis 1995 Conseiller communautaire de Grenoble Alpes Métropole Ancien conseiller général du Canton de Vizille (2008-2015) |
| 2021             | 2028             | 2021   | en cours | Marie Questiaux    |        | EELV   | Directrice Transformation sociale et environnementale, Saint-Martin-d'Uriage, suppléante du député Jérémie Iordanoff                                                                               |
| 2021             | 2028             | 2021   | en cours | Gilles Strappazzon |        | PS     | Conseiller sortant |

### Résultats détaillés

#### Élections de mars 2015
À l'issue du 1er tour des élections départementales de 2015, deux binômes sont en ballottage : Laure Quignard et Gilles Strappazzon (Union de la Gauche, 33,98 %) et Grégory Manoukian et Véronique Pianina (FN, 25,93 %). Le taux de participation est de 48,5 % (12 531 votants sur 25 836 inscrits) contre 49,24 % au niveau départemental et 50,17 % au niveau national.
Au second tour, Laure Quignard et Gilles Strappazzon (Union de la Gauche) sont élus avec 64,47 % des suffrages exprimés et un taux de participation de 49,53 % (7 457 voix pour 12 800 votants et 25 842 inscrits).

#### Élections de juin 2021
Le premier tour des élections départementales de 2021 est marqué par un très faible taux de participation (33,26 % au niveau national). Dans le canton de l'Oisans-Romanche, ce taux de participation est de 33,8 % (8 918 votants sur 26 384 inscrits) contre 31,88 % au niveau départemental. À l'issue de ce premier tour, deux binômes sont en ballottage : Marie Questiaux et Gilles Strappazzon (Union à gauche avec des écologistes, 49,33 %) et Brigitte Dulong et Guy Verney (DVC, 33,21 %).
Le second tour des élections est marqué une nouvelle fois par une abstention massive équivalente au premier tour. Les taux de participation sont de 34,36 % au niveau national, 32,23 % dans le département et 34,45 % dans le canton de l'Oisans-Romanche. Marie Questiaux et Gilles Strappazzon (Union à gauche avec des écologistes) sont élus avec 57,19 % des suffrages exprimés (4 965 voix pour 9 091 votants et 26 392 inscrits),,.

## Composition
Le canton de l'Oisans-Romanche comprenait trente-et-une communes entières à sa création.
À la suite de la fusion, au 1er janvier 2017, de Mont-de-Lans et de Vénosc pour former la commune de Les Deux Alpes, le nombre de communes descend à 30.
| Nom                             | Code Insee | Intercommunalité         | Superficie (km2) | Population (dernière pop. légale) | Densité (hab./km2) | Modifier                                    |
| ------------------------------- | ---------- | ------------------------ | ---------------- | --------------------------------- | ------------------ | ------------------------------------------- |
| Vizille (bureau centralisateur) | 38562      | Grenoble-Alpes Métropole | 10,51            | 7 316 (2022)                      | 696                | modifier les données · modifier les données |
| Allemond                        | 38005      | CC de l'Oisans           | 44,75            | 955 (2022)                        | 21                 | modifier les données · modifier les données |
| Auris                           | 38020      | CC de l'Oisans           | 11,21            | 187 (2022)                        | 17                 | modifier les données · modifier les données |
| Besse                           | 38040      | CC de l'Oisans           | 25,46            | 153 (2022)                        | 6,0                | modifier les données · modifier les données |
| Le Bourg-d'Oisans               | 38052      | CC de l'Oisans           | 35,75            | 2 840 (2022)                      | 79                 | modifier les données · modifier les données |
| Chamrousse                      | 38567      | CC Le Grésivaudan        | 13,29            | 438 (2022)                        | 33                 | modifier les données · modifier les données |
| Clavans-en-Haut-Oisans          | 38112      | CC de l'Oisans           | 15,58            | 81 (2022)                         | 5,2                | modifier les données · modifier les données |
| Les Deux Alpes                  | 38253      | CC de l'Oisans           | 56,72            | 1 920 (2022)                      | 34                 | modifier les données · modifier les données |
| Le Freney-d'Oisans              | 38173      | CC de l'Oisans           | 14,54            | 255 (2022)                        | 18                 | modifier les données · modifier les données |
| La Garde                        | 38177      | CC de l'Oisans           | 9,09             | 97 (2022)                         | 11                 | modifier les données · modifier les données |
| Huez                            | 38191      | CC de l'Oisans           | 14,16            | 1 264 (2022)                      | 89                 | modifier les données · modifier les données |
| Livet-et-Gavet                  | 38212      | CC de l'Oisans           | 46,54            | 1 258 (2022)                      | 27                 | modifier les données · modifier les données |
| Mizoën                          | 38237      | CC de l'Oisans           | 14,60            | 192 (2022)                        | 13                 | modifier les données · modifier les données |
| Montchaboud                     | 38252      | Grenoble-Alpes Métropole | 1,96             | 347 (2022)                        | 177                | modifier les données · modifier les données |
| La Morte                        | 38264      | CC de la Matheysine      | 19,45            | 139 (2022)                        | 7,1                | modifier les données · modifier les données |
| Notre-Dame-de-Mésage            | 38279      | Grenoble-Alpes Métropole | 4,53             | 1 117 (2022)                      | 247                | modifier les données · modifier les données |
| Ornon                           | 38285      | CC de l'Oisans           | 11,60            | 151 (2022)                        | 13                 | modifier les données · modifier les données |
| Oulles                          | 38286      | CC de l'Oisans           | 11,01            | 16 (2022)                         | 1,5                | modifier les données · modifier les données |
| Oz                              | 38289      | CC de l'Oisans           | 16,81            | 214 (2022)                        | 13                 | modifier les données · modifier les données |
| Saint-Barthélemy-de-Séchilienne | 38364      | Grenoble-Alpes Métropole | 12,10            | 424 (2022)                        | 35                 | modifier les données · modifier les données |
| Saint-Christophe-en-Oisans      | 38375      | CC de l'Oisans           | 123,47           | 98 (2022)                         | 0,79               | modifier les données · modifier les données |
| Saint-Martin-d'Uriage           | 38422      | CC Le Grésivaudan        | 29,69            | 5 512 (2022)                      | 186                | modifier les données · modifier les données |
| Saint-Pierre-de-Mésage          | 38445      | Grenoble-Alpes Métropole | 7,03             | 788 (2022)                        | 112                | modifier les données · modifier les données |
| Séchilienne                     | 38478      | Grenoble-Alpes Métropole | 21,47            | 1 004 (2022)                      | 47                 | modifier les données · modifier les données |
| Vaujany                         | 38527      | CC de l'Oisans           | 64,54            | 352 (2022)                        | 5,5                | modifier les données · modifier les données |
| Vaulnaveys-le-Bas               | 38528      | Grenoble-Alpes Métropole | 11,90            | 1 379 (2022)                      | 116                | modifier les données · modifier les données |
| Vaulnaveys-le-Haut              | 38529      | Grenoble-Alpes Métropole | 19,86            | 4 018 (2022)                      | 202                | modifier les données · modifier les données |
| Villard-Notre-Dame              | 38549      | CC de l'Oisans           | 14,06            | 26 (2022)                         | 1,8                | modifier les données · modifier les données |
| Villard-Reculas                 | 38550      | CC de l'Oisans           | 4,99             | 70 (2022)                         | 14                 | modifier les données · modifier les données |
| Villard-Reymond                 | 38551      | CC de l'Oisans           | 11,21            | 43 (2022)                         | 3,8                | modifier les données · modifier les données |
| Canton de l'Oisans-Romanche     | 3819       |                          | 697,88           | 32 654 (2022)                     | 47                 | modifier les données                        |

## Démographie
En 2022, le canton comptait 32 654 habitants, en évolution de −0,55 % par rapport à 2016 (Isère : +3,07 %, France hors Mayotte : +2,11 %).
| 2013   | 2018   | 2022   |
| ------ | ------ | ------ |
| 33 066 | 32 896 | 32 654 |